# Maruta de Cesareia
Maruta foi um filósofo e eclesiástico bizantino do final do século VI. Conhecedor de grego, siríaco e hebraico, sabe-se que escreveu um comentários sobre trabalhos de lógica. No episcopado do patriarca de Constantinopla João IV (r. 582–595) foi nomeado bispo da Calcedônia. Sabe-se também foi que enviado como emissário pelo imperador Maurício (r. 582–602) à corte do xá Cosroes II (r. 590–628).